# Izvoru (gmina Gogoșari)
Izvoru – wieś w Rumunii, w okręgu Giurgiu, w gminie Gogoșari. W 2011 roku liczyła 727 mieszkańców.